# Canton du Mans-4
Le canton du Mans-4 est une circonscription électorale française du département de la Sarthe.

## Histoire
Un nouveau découpage territorial de la Sarthe entre en vigueur à l'occasion des premières élections départementales suivant le décret du 24 février 2014. Les conseillers départementaux sont, à compter de ces élections, élus au scrutin majoritaire binominal mixte. Les électeurs de chaque canton élisent au Conseil départemental, nouvelle appellation du Conseil général, deux membres de sexe différent, qui se présentent en binôme de candidats. Les conseillers départementaux sont élus pour 6 ans au scrutin binominal majoritaire à deux tours, l'accès au second tour nécessitant 12,5 % des inscrits au 1er tour. En outre la totalité des conseillers départementaux est renouvelée. Ce nouveau mode de scrutin nécessite un redécoupage des cantons dont le nombre est divisé par deux avec arrondi à l'unité impaire supérieure si ce nombre n'est pas entier impair, assorti de conditions de seuils minimaux. Dans la Sarthe, le nombre de cantons passe ainsi de 40 à 21.
Le canton du Mans-4 est formé de la commune de Coulaines, issue de l'ancien canton du Mans-Nord-Campagne et d'une fraction de la commune du Mans. Il est entièrement inclus dans l'arrondissement du Mans. Le bureau centralisateur est situé au Mans.

## Représentation
| Période élective | Période élective | Mandat | Mandat   | Identité              | Nuance | Nuance | Qualité |
| ---------------- | ---------------- | ------ | -------- | --------------------- | ------ | ------ | --- |
| 2015             | 2021             | 2015   | 2021     | Lydia Hamonou-Boiroux |        | PS     | Formatrice, conseillère à l'insertion professionnelle, 13e adjointe au maire du Mans, 7e adjointe depuis 2020   |
| 2015             | 2021             | 2015   | 2021     | Christophe Rouillon   |        | PS     | Fonctionnaire, conseiller général du canton du Mans-Nord-Campagne (1998-2015), maire de Coulaines (depuis 2001) |
| 2021             | 2028             | 2021   | en cours | Lydia Hamonou-Boiroux |        | PS     | Conseillère sortante                                                                                            |
| 2021             | 2028             | 2021   | en cours | Christophe Rouillon   |        | PS     | Conseiller sortant                                                                                              |

### Résultats détaillés

#### Élections de mars 2015
À l'issue du 1er tour des élections départementales de 2015, deux binômes sont en ballottage : Lydia Hamonou-Boiroux et Christophe Rouillon (PS, 37,56 %) et Nelly Hamelin et Jean-François Xiberras (UMP, 25,89 %). Le taux de participation est de 50,02 % (10 399 votants sur 20 789 inscrits) contre 49,74 % au niveau départemental et 50,17 % au niveau national.
Au second tour, Lydia Hamonou-Boiroux et Christophe Rouillon (PS) sont élus avec 54,62 % des suffrages exprimés et un taux de participation de 49,85 % (5 092 voix pour 10 363 votants et 20 789 inscrits).

#### Élections de juin 2021
Le premier tour des élections départementales de 2021 est marqué par un très faible taux de participation (33,26 % au niveau national). Dans le canton du Mans-4, ce taux de participation est de 30,3 % (6 314 votants sur 20 841 inscrits) contre 29,78 % au niveau départemental. À l'issue de ce premier tour, deux binômes sont en ballottage : Lydia Hamonou-Boiroux et Christophe Rouillon (PS, 49,23 %) et Bruno Corcy et Danielle Kouassi (Union à droite, 19,2 %).
Le second tour des élections est marqué une nouvelle fois par une abstention massive équivalente au premier tour. Les taux de participation sont de 34,36 % au niveau national, 30,67 % dans le département et 31,48 % dans le canton du Mans-4. Lydia Hamonou-Boiroux et Christophe Rouillon (PS) sont élus avec 69,41 % des suffrages exprimés (4 138 voix pour 6 563 votants et 20 845 inscrits),,.

## Composition
| Nom                             | Code Insee | Intercommunalité     | Superficie (km2) | Population (dernière pop. légale)                 | Densité (hab./km2) | Modifier                                    |
| ------------------------------- | ---------- | -------------------- | ---------------- | ------------------------------------------------- | ------------------ | ------------------------------------------- |
| Le Mans (bureau centralisateur) | 72181      | CU Le Mans Métropole | 52,81            | Fraction : 21 587 (2022) Commune : 145 182 (2022) | 2 749              | modifier les données · modifier les données |
| Coulaines                       | 72095      | CU Le Mans Métropole | 3,93             | 8 049 (2022)                                      | 2 048              | modifier les données · modifier les données |
| Canton du Mans-4                | 7213       |                      |                  | 29 636 (2022)                                     |                    | modifier les données                        |

Le canton du Mans-4 comprend :
1. une commune entière,
2. la partie de la commune du Mans située à l'est d'une ligne définie par l'axe des voies et limites suivantes : depuis la limite territoriale de la commune de Coulaines, cours principal de la Sarthe, ligne droite jusqu'à l'extrémité de l'intersection de la rue Alphonse-Poitevin et de la rue Saint-Pavace, rue Alphonse-Poitevin jusqu'à l'intersection avec la ruelle Sainte-Barbe, rue Henry-Delagenière jusqu'à l'intersection de la ruelle Sainte-Barbe, rue de l'Abbaye-Saint-Vincent, rue de l'Enclos, rue de Bellevue, rue des Maillets, rue des Victimes-du-Nazisme, rue des Pompes, rue de la Rivière, rue Prémartine, rue René-Bardet, rue de l’Églantine, rue de Cyrus, rue de l’Éventail, rue de la Solitude, chemin de Malpalu, rue Gazonfier, avenue Bollée, boulevard Nicolas-Cugnot, rue de l'Estérel, rue d'Écosse, rue de Danemark, jusqu'à la limite territoriale de la commune d'Yvré-l'Évêque.

## Démographie
En 2022, le canton comptait 29 636 habitants, en évolution de +2,58 % par rapport à 2016 (Sarthe : −0,25 %, France hors Mayotte : +2,11 %).
| 2013   | 2018   | 2022   |
| ------ | ------ | ------ |
| 29 558 | 29 145 | 29 636 |